# Макеев, Владимир Иванович
Влади́мир Ива́нович Маке́ев (род. 11 сентября 1957 года) — советский горнолыжник, мастер спорта СССР международного класса, 12-кратный чемпион СССР по горнолыжному спорту, 4-кратный победитель Спартакиад народов СССР, 3-кратный призёр этапов Кубка мира в скоростном спуске и комбинации.

## Биография
Родился 11 сентября 1957 года в посёлке Сява Горьковской области. В 1978 году окончил факультет физической культуры Кемеровского государственного университета.
Дважды участвовал в Олимпийских играх. В 1980 году в Лейк-Плэсиде занял 22-е место в скоростном спуске, а через 4 года в Сараево стал 16-м в скоростном спуске. Участник чемпионатов мира по горнолыжному спорту: Гармиш-Партенкирхен-1978 — 9-е место в скоростном спуске, Шладминг-1982 — 6-е место в скоростном спуске (0,37 сек от третьего места).
Работал старшим тренером-преподавателем Кемеровской Школы высшего спортивного мастерства, сотрудником Московского Центра спортивной подготовки, старшим тренером мужской сборной СССР по горнолыжному спорту, а с 2001 года — главный тренер сборных команд России по горнолыжному спорту, начальник Управления горнолыжного спорта (главный тренер по горнолыжному спорту) Федерации горнолыжного спорта и сноуборда России.